# Super G femmes des championnats du monde de ski alpin 2021
Navigation
Édition précédente Édition suivante
Le Super-G féminin des championnats du monde de ski alpin 2021 devait se tenir le 9 février mais il a été reporté à cause du brouillard, et s'est finalement déroulé le 11 février 2021,,,. Il est remporté par Lara Gut-Behrami, qui gagne son premier titre à sa septième participation aux Mondiaux. La course débouche sur un doublé suisse avec la deuxième place de Corinne Suter. Mikaela Shiffrin, qui était la tenante du titre et qui n'avait pas disputé un seul Super-G cette saison, remporte le bronze, récoltant ainsi sa huitième médaille mondiale. 

## Résultats
Source : FIS.
| Place                     | Dossard | Nom                     | Pays               | Temps        | Écart        |
| ------------------------- | ------- | ----------------------- | ------------------ | ------------ | ------------ |
| Médaille d'or, monde      | 7       | Lara Gut-Behrami        | Suisse             | 1:25.51      | —            |
| Médaille d'argent, monde  | 5       | Corinne Suter           | Suisse             | 1:25.85      | +0.34        |
| Médaille de bronze, monde | 4       | Mikaela Shiffrin        | États-Unis         | 1:25.98      | +0.47        |
| 4                         | 11      | Ester Ledecká           | Tchéquie           | 1:26.04      | +0.53        |
| 5                         | 13      | Kajsa Vickhoff Lie      | Norvège            | 1:26.16      | +0.65        |
| 6                         | 12      | Marie-Michèle Gagnon    | Canada             | 1:26.29      | +0.78        |
| 7                         | 3       | Tamara Tippler          | Autriche           | 1:26.38      | +0.87        |
| 8                         | 14      | Michelle Gisin          | Suisse             | 1:26.40      | +0.89        |
| 9                         | 15      | Petra Vlhová            | Slovaquie          | 1:26.41      | +0.90        |
| 10                        | 9       | Federica Brignone       | Italie             | 1:26.60      | +1.09        |
| 11                        | 1       | Marta Bassino           | Italie             | 1:26.70      | +1.19        |
| 12                        | 8       | Ragnhild Mowinckel      | Norvège            | 1:26.74      | +1.23        |
| 13                        | 16      | Tessa Worley            | France             | 1:26.81      | +1.30        |
| 13                        | 10      | Priska Nufer            | Suisse             | 1:26.81      | +1.30        |
| 15                        | 24      | Breezy Johnson          | États-Unis         | 1:27.02      | +1.51        |
| 16                        | 6       | Ariane Rädler           | Autriche           | 1:27.10      | +1.59        |
| 17                        | 18      | Christine Scheyer       | Autriche           | 1:27.16      | +1.65        |
| 18                        | 17      | Elena Curtoni           | Italie             | 1:27.30      | +1.79        |
| 19                        | 29      | Kira Weidle             | Allemagne          | 1:27.44      | +1.93        |
| 20                        | 20      | Stephanie Venier        | Autriche           | 1:27.54      | +2.03        |
| 21                        | 2       | Tiffany Gauthier        | France             | 1:27.71      | +2.20        |
| 22                        | 25      | Isabella Wright         | États-Unis         | 1:27.80      | +2.29        |
| 23                        | 19      | Francesca Marsaglia     | Italie             | 1:27.98      | +2.47        |
| 24                        | 23      | Maruša Ferk             | Slovénie           | 1:28.15      | +2.64        |
| 25                        | 30      | Ilka Štuhec             | Slovénie           | 1:28.37      | +2.86        |
| 26                        | 26      | Laura Gauché            | France             | 1:28.38      | +2.87        |
| 27                        | 31      | Maryna Gąsienica-Daniel | Pologne            | 1:28.47      | +2.96        |
| 28                        | 43      | Meta Hrovat             | Slovénie           | 1:28.71      | +3.20        |
| 29                        | 33      | A J Hurt                | États-Unis         | 1:28.89      | +3.38        |
| 30                        | 21      | Julia Pleshkova         | Russie             | 1:29.10      | +3.59        |
| 31                        | 27      | Estelle Alphand         | Suède              | 1:29.45      | +3.94        |
| 32                        | 39      | Jacqueline Wiles        | États-Unis         | 1:29.47      | +3.96        |
| 33                        | 36      | Nevena Ignjatović       | Serbie             | 1:30.04      | +4.53        |
| 34                        | 22      | Tifany Roux             | France             | 1:30.16      | +4.65        |
| 35                        | 34      | Lin Ivarsson            | Suède              | 1:30.22      | +4.71        |
| 36                        | 40      | Francesca Baruzzi       | Argentine          | 1:30.99      | +5.48        |
| 37                        | 38      | Greta Small             | Australie          | 1:31.00      | +5.49        |
| 38                        | 32      | Elvedina Muzaferija     | Bosnie-Herzégovine | 1:31.54      | +6.03        |
| 39                        | 42      | Anastasiya Shepilenko   | Ukraine            | 1:32.98      | +7.47        |
| 40                        | 37      | Sabrina Simader         | Kenya              | 1:33.87      | +8.36        |
| —                         | 28      | Valérie Grenier         | Canada             | Abandon      | Abandon      |
| —                         | 41      | Alexandra Tilley        | Grande-Bretagne    | Abandon      | Abandon      |
| —                         | 35      | Ania Monica Caill       | Roumanie           | Non partante | Non partante |